# Philosophers Behaving Badly
Philosophers Behaving Badly (trad. española: "Locura filosofal") es un libro de 2005 escrito por Nigel Rodgers y Mel Thompson. La tesis del libro es que el trabajo y las enseñanzas de los grandes filósofos no pueden, ni deben, ser completamente separados de sus vidas y problemas personales. A este respecto, el enfoque del libro es completamente nuevo. Como prueba de ello, los autores registran numerosos ejemplos de las vidas de ocho grandes filósofos (Jean-Jacques Rousseau, Arthur Schopenhauer, Friedrich Nietzsche, Bertrand Russell, Ludwig Wittgenstein, Martin Heidegger, Jean-Paul Sartre y Michel Foucault). Sin embargo, enfatizan que sus resultados no invalidan el pensamiento de los filósofos en cuestión, sino arroja nueva luz a un viejo tema. El libro se publicó en Reino Unido por Peter Owen Publishers y en España como Locura Filosofal por Editorial Melusina en 2006. Fue elogiado como “fascinante y revelador” por Richard Edmonds en el Birmingham Post, y como “excelente” por Peter Watson en Times Higher Education, aunque a Watson sus argumentos no le parecieron concluyentes. También ha recibido crítica, tanto en ámbitos académicos como no académicos, por su falta de rigor académico.